# Rafael Gay de Montellà
Rafael Gay de Montellà (Vic, 1882 - Barcelona, 1969) fou un advocat i jurista català, especialitzat en Dret mercantil. És besoncle de Joaquim Gay de Montellà i Ferrer-Vidal.
Va militar en les joventuts de la Lliga Catalana i en 1933 va publicar un llibre titulat "Catalunya, Nació Mediterrània". El seu catalanisme va derivar en un suport total a Franco quan va viure la revolució de 1936. En el seu llibre de memòries de la guerra Talaies de Mallorca, va escriure: «Durant la setmana hem vist la revolució desencadenada sobre Espanya, la destrucció de les esglésies, la profanació dels altars, l'incendi, el saqueig, la paralització del treball…». El 30 de juliol de 1936 va aconseguir fugir de Barcelona a Gènova en un vaixell italià.
Fou membre de les joventuts de Lliga Catalana i de l'Acadèmia de Jurisprudència i Legislació de Catalunya i ocupà diversos càrrecs en la junta del Col·legi d'Advocats de Barcelona. Va escriure articles a la Revista Jurídica de Catalunya sobre règim d'aigües, assegurances marítimes, legislació bancària, societats anònimes i de responsabilitat limitada i legislació aeronàutica. Fou enterrat al Cementiri del Poblenou (Barcelona).

## Obres
- Prontuario de la jurisprudencia mercantil (1924)
- La vida financera de les societats mercantils (1928)
- Tratado de la legislación comercial española (1930)
- Catalunya, Nació Mediterrània (1933)
- Código de Comercio español comentado (1936)
- Autarquia (1940)
- Secretos de la historia política contemporanea, editorial Surco, 1944
- Tratado de la legislación de aguas públicas y privadas: comentarios a los preceptos de la Ley de Aguas, a la legislación complemenataria y a la Jurisprudencia juntament amb Cristòfol Massó i Escofet (1948)
- Llibre de la Cerdanya (1951)
- Valoración hispánica del Mediterráneo (1952)
- Els Pirineus màgics (1954)
- Llibre del Rosselló (1959)
- Girona 1900 (1966)